# Ostéo-intégration

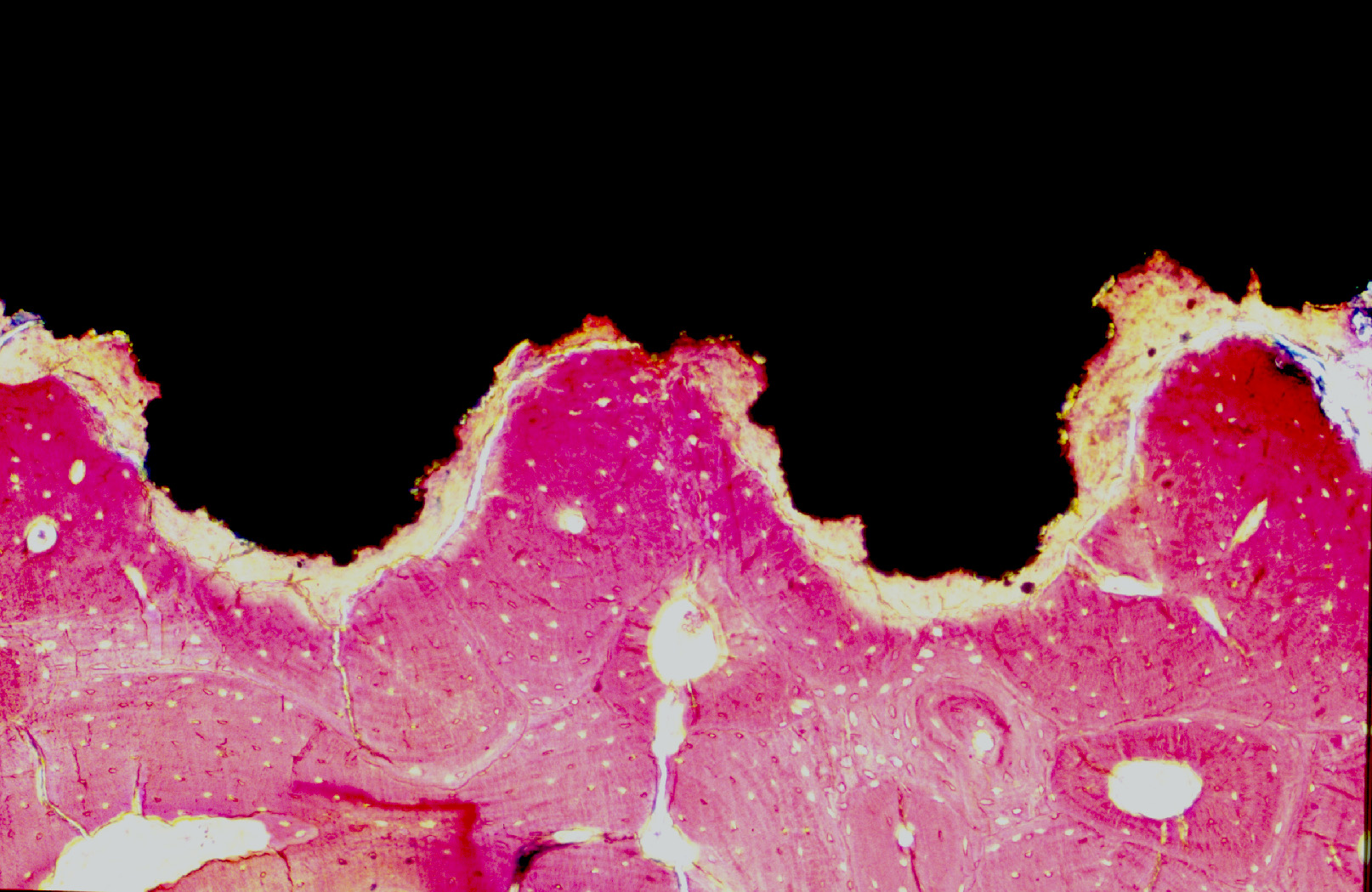
Exemple d'ostéointégration : coupe histologique microscopique d'un os intégré à la surface en titane d'un implant dentaire (en noir)

L'ostéo-intégration (ou ostéointégration)  est la connexion structurelle et fonctionnelle directe entre l'os vivant et la surface d'un implant artificiel. Le terme provient du grec osteon (os) et du latin integrare (intégrer). L'Ostéo-intégration est aussi définie comme la formation d'un contact direct entre un implant et un os, sans utilisation de tissu mou [réf. nécessaire].
Appliqué à l'implantologie orale, on parle d'intégration de l'implant dentaire dans l'os sans tissu mou interposé. Aucun cartilage ou ligament n'est présent entre l'os et la surface de l'implant.

## Histoire
L'ostéo-intégration a été décrite pour la première fois dans les années 1950 par le professeur Per-Ingvar Brånemark à Göteborg (Suède), considéré comme le père de l'implantologie,, à l’occasion d’expériences sur la circulation osseuse. Il a observé que le titane pouvait fusionner de façon stable avec l'os vivant, posant ainsi les bases de l'implantologie moderne.

## Procédures utilisant l'ostéointégration
- Les implants dentaires ;
- Genou et joint remplacement ;
- La rétention d'une prothèse cranio-faciale comme une oreille artificielle (prothèse de l'oreille), la reconstruction maxillo-faciale (incluant des yeux (prothèse de l'orbite), ou le nez (prothèse de nez)) ;
- Ancrage osseux pour prothèses de membres.

## Pages connexes
- Substitut osseux implantable